# LOVE RAIN ～戀之雨～
《LOVE RAIN ～戀之雨～》（日语：LOVE RAIN 〜恋の雨〜），是日本男歌手久保田利伸的第35張單曲。2010年6月16日發行。

## 簡介
是同年木村拓哉主演的富士電視台月九劇《月之戀人～Moon Lovers～》的主題曲；1996年久保田曾經演唱過同樣由木村主演的月九劇《悠長假期》的主題曲《LA·LA·LA LOVE SONG》，取得巨大的成功。但是這一次的月九未能複製當年的輝煌，收視率偏低，這張單曲發行的首週銷量也只有2.1萬張，排行第3位。

## 收錄曲目
作詞、作曲：久保田利伸；編曲：柿崎洋一郎
1. LOVE RAIN ～戀之雨～（LOVE RAIN 〜恋の雨〜）
2. TimeLess Affection ～Full version～
3. LOVE RAIN  (INSTRUMENTAL)